# Roskilde Tekniske Gymnasium
HTX Roskilde er et teknisk gymnasium, der er beliggende i Roskilde. Gymnasiet skiftede i november 2016 navn fra Roskilde Tekniske Gymnasium til HTX Roskilde.

## Ekstern henvisning
- rts.dk/rtg Arkiveret 23. september 2011 hos  Wayback Machine Skolens hjemmeside, under Roskilde Tekniske Skole

55°37′31.68″N 12°4′59.52″Ø / 55.6254667°N 12.0832000°Ø
| Skole | Spire Denne artikel om en skole, en uddannelsesinstitution eller uddannelse er en spire som bør udbygges. Du er velkommen til at hjælpe Wikipedia ved at udvide den. |